# Мирское (Запорожская область)
Мирское (укр. Мирське) — село,
Марьяновский сельский совет,
Бильмакский район,
Запорожская область,
Украина.
Код КОАТУУ — 2322784402. Население по переписи 2001 года составляло 140 человек.

## Географическое положение
Село Мирское находится на расстоянии в 1 км от села Марьяновка и в 4-х км от села Новомлиновка (Розовский район).
Рядом проходит автомобильная дорога Т-0803.

## История
- 1918 год — дата основания.